# Stefano Pittaluga
Pour les articles homonymes, voir Pittaluga.
Stefano Pittaluga, né le 2 février 1887, mort le 26 avril 1932, est un producteur italien, qui a contribué à faire revivre le cinéma italien à la fin des années 1920 et au début des années 1930.

## Biographie
Initialement propriétaire de cinémas basé à Gènes, Stefano Pittaluga commence à élargir ses domaines d'activités après 1924. Il a acquis de l'influence dans le secteur de la distribution des films en s'assurant l'exclusivité des droits de projeter les films américains des compagnies d'Hollywood, Warner Brothers, Universal Pictures et First National. Pittaluga se consacre à la production à peu près à la même époque, rachetant des studios à Turin. Il réinvestit ses profits en sortant des films étrangers. Il produit une série de films de la série Strongman dont le personnage de Sanson et Saetta, et particulièrement Maciste. Ces films en font un des producteurs ayant le plus de succès commerciaux en Italie à l'époque[réf. incomplète].
Son influence augmente en 1926 quand il achète le conglomerat Unione Cinematografica Italiana. Après le développement du cinéma parlant aux États-Unis, au Royaume-Uni et en Allemagne, il équipe les  Studios de  Rome pour les productions sonores.  Cines produit le premier film sonore italien, La Dernière Berceuse (La canzone dell'amore) en 1930; un autre film de la compagnie, Resurrectio avait été réalisé plus tôt mais n'est sorti qu'en 1931. Cines devient la principale source des débuts du cinéma parlant[réf. incomplète].
Sous la direction de Pittaluga la compagnie se spécialise dans les films musicaux et les comédies. La plupart des productions, souvent des remakes de film allemands ou hongrois, ont été produits sous la marque "White Telephone". Après la mort soudaine de Pitaluga en 1932 la compagnie continue à produire le même genre de films populaires, et n'a été dépassée que quand le gouvernement fasciste de de Benito Mussolini investit de fortes sommes d'argent dans la construction du complexe Cinecittà à Rome.

## Filmographie
- 1924 : Maciste e il nipote d'America (it)
- 1924 : Caporal Saetta d'Eugenio Perego (it)
- 1925 : Maciste aux enfers (Maciste all'inferno)
- 1928 : La compagnia dei matti
- 1928 : Villa Falconieri
- 1930 : La Dernière Berceuse (La canzone dell'amore)
- 1930 : Nerone d'Alessandro Blasetti
- 1931 : La Secrétaire particulière (La segretaria privata)
- 1932 : Assisi d'Alessandro Blasetti
- 1935 : Le Passeport rouge (Passaporto rosso)